# Emilio Carilla
Emilio Carilla (* 6. Mai 1914 in Buenos Aires; † 16. Oktober 1995 in San Miguel de Tucumán) war ein argentinischer Romanist und Hispanist.

## Leben und Werk
Carilla promovierte 1942 in Buenos Aires bei Pedro Henríquez Ureña.  Von 1947 bis 1966 lehrte er an der Universidad Nacional de Tucumán.  Er war von 1966 bis 1982 Professor für Spanisch an der University of California, Riverside. Dann lehrte er noch an der Universität zu Köln und an der Universidad Nacional Pedro Henríquez Ureña in Santo Domingo.

Carilla war Mitglied der Academia Argentina de Letras. An der Universidad Nacional de Tucumán trägt eine Bibliothek seinen Namen.

## Werke

### 1943–1969
- Un olvidado poeta colonial, Buenos Aires 1943 (Juan Bautista Aguirre)
- El gongorismo en América, Buenos Aires 1946
- Hernando Domínguez Camargo. Estudio y selección, Buenos Aires 1948
- Quevedo (entre dos centenarios), Tucumán 1949
- Pedro Henríquez Ureña y otros estudios, Buenos Aires 1949
- Cervantes y América, Buenos Aires 1951
- Estudios de literatura española, Rosario 1958, Tucumán 1961
- Marco Manuel de Avellaneda. Hombre del norte, Tucumán 1959
- Estudios de literatura argentina (siglo XX), Tucumán 1961, 1968
- Ricardo Jaimes Freyre, Buenos Aires 1962
- Lengua y estilo en Sarmiento, La Plata 1964
- La literatura de la independencia hispanoamericana (Neoclasicismo y prerromanticismo), Buenos Aires 1964, 1968
- Estudios de literatura argentina siglo XIX, Tucumán 1965
- Una Etapa decisiva de Darío. Rubén Darío en la Argentina, Madrid 1967
- Estudios de literatura argentina siglos XVI-XVIII, Tucumán 1968
- El Cuento fantástico, Buenos Aires 1968, 1978
- El teatro español en la Edad de Oro. Escenarios y representaciones, Buenos Aires  1968
- El barroco literario hispánico, Buenos Aires 1969
- Hispanoamérica y su expresión literaria. Caminos del americanismo, Buenos Aires 1969, 1983

### 1970–1989
- Literatura española. Momentos. Géneros. Obras, 2 Bde., Tucumán 1971–1972
- (Hrsg.) Cervantes, Los Trabajos de Persiles y Sigismunda. Historia septentrional,  Salamanca 1971
- La literatura barroca en hispanoamérica, New York 1972
- Genio y figura de Baldomero Fernández Moreno, Buenos Aires 1973
- La Creación del «Martín Fierro», Madrid 1973
- (Hrsg.) Alonso Carrio de la Vandera (« Concolorcorvo »), El lazarillo de ciegos caminantes, Barcelona 1973
- El libro de los 'misterios' "El Lazarillo de ciegos caminantes", Madrid 1976
- Estudios de literatura hispanoamericana, Bogotá 1977
- Autores, libros y lectores en la literatura argentina, Tucumán 1979
- (Hrsg.) Poesía de la Independencia, Caracas 1979
- Manierismo y barroco en las literaturas hispánicas, Madrid  1983
- "El Buscón" esperpento esencial y otros estudios quevedescos, México 1986
- Pedro Henriquez Ureña signo de América, Santo Domingo 1988
- Jorge Luis Borges autor de "Pierre Ménard" y otros estudios borgesianos, Bogotá 1989